# Megaladapis
Megaladapis (Forsyth Major, 1894) è un genere di grandi lemuri, detti anche lemuri koala, vissuti in Madagascar ed attualmente estinti. Assieme ai lemuri-donnola del genere Lepilemur, costituiscono la famiglia dei Lepilemuridae (detta anche Megaladapidae).

## Descrizione

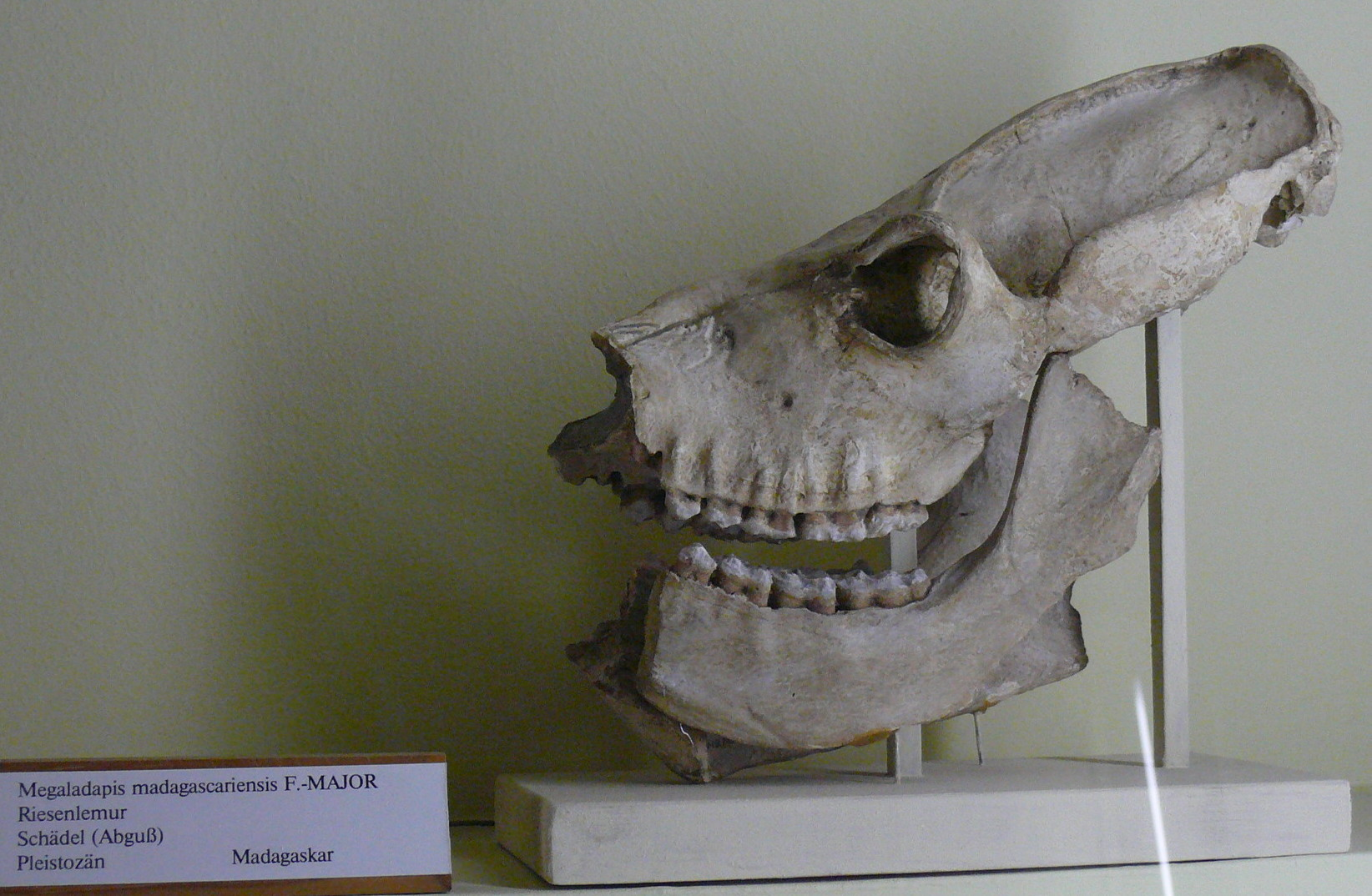
Cranio di M. madagascariensis.

Gli appartenenti al genere Megaladapis erano assai differenti dai Lepilemur, così come non somigliavano ad alcun altro lemure; a prima vista, sarebbero probabilmente sembrati dei koala giganteschi.
Questi animali arrivavano a pesare fino ad 80 kg, per una lunghezza che raggiungeva il metro e mezzo: tali misure ne facevano i lemuriformi di maggiori dimensioni dopo l'Archaeoindris. Possedevano lunghi arti anteriori e dita forti, atte a stringere i tronchi, mentre le zampe posteriori erano più corte ed adatte a scalare gli alberi.
Il cranio era grande all'incirca come quello di un attuale asino, con la regione nasale molto simile a quella dell'attuale rinoceronte nero: ampie narici e, probabilmente, un labbro superiore allungato e semiprensile.

La forma della mascella era simile a quella dei bovini, ma in più questi animali possedevano due lunghi canini, il cui scopo era probabilmente di difendersi da carnivori come l'antenato del Cryptoprocta ferox. I muscoli della mandibola erano assai forti, per aver ragione della coriacea vegetazione malgascia presente a quei tempi. I molari, insolitamente grandi, avevano cuspidi tondeggianti.

## Biologia
Nonostante la grande taglia ed il peso non indifferente, la forma degli arti lascia intuire con certezza quasi assoluta che questi animali avevano abitudini arboricole: in particolare, con tutta probabilità essi si spostavano lentamente fra i grossi rami, tenendosi aggrappati con le quattro zampe in modo simile agli attuali koala. Al suolo, l'animale si muoveva lentamente e goffamente, forse tenendosi sulle quattro zampe, mentre per nutrirsi utilizzava le mani per portarsi i rami alla bocca, e poter mangiare le foglie grazie al lungo labbro superiore assai mobile.

## Declino ed estinzione

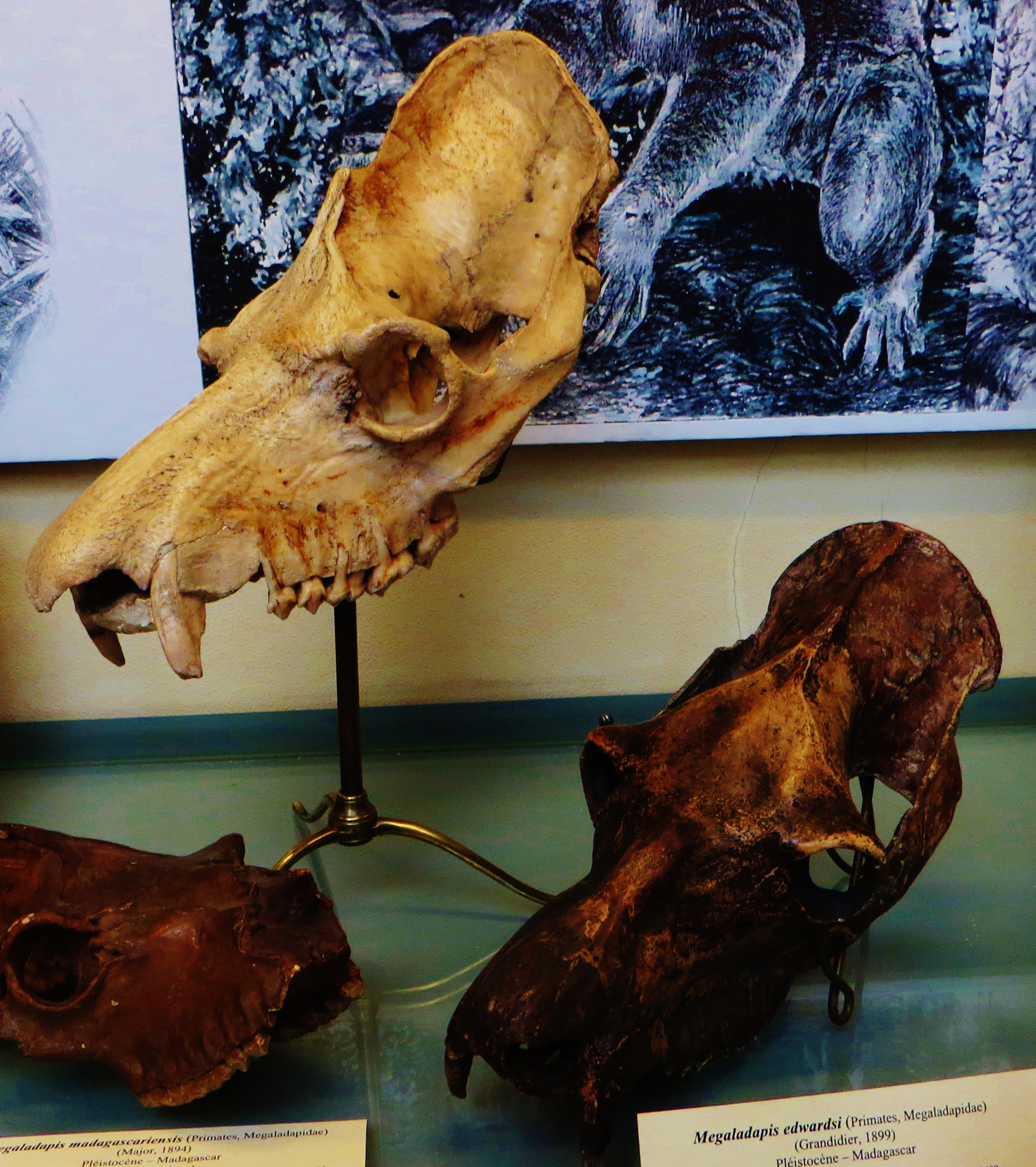
Crani di Megaladapis edwardsi

I resti subfossili di questi animali risalgono ad un periodo che spazia dai 2900 ai 500 anni fa. Un tale lasso di tempo lascia supporre che, come molte specie evolutesi in ambienti insulari, la rovina di quest'animale cominciò con l'arrivo dei primi uomini, di etnia malese, in Madagascar. I coloni bruciarono ampie zone di foresta per far spazio a colture ed allevamenti; i grossi e lenti Megaladapis, incapaci di sostenere l'improvvisa riduzione del proprio habitat, cominciarono un'inesorabile declino che, accelerato dalla caccia a cui questi animali furono sottoposti ed alla quale non riuscivano a far fronte riproducendosi con ritmi assai lenti, li portò all'estinzione, avvenuta circa 500 anni fa (poco prima dell'arrivo degli europei sull'isola). Probabilmente, il colpo di grazia a questi animali fu dato da un improvviso mutamento climatico che coinvolse l'isola durante il XIV secolo.

## Tassonomia
Il genere Megaladapis conta tre specie scoperte finora (tutte estinte), raggruppate in due sottogeneri:
- Sottogenere Peloriadapis;
  - Megaladapis edwardsi, la specie più antica, vissuta in Madagascar meridionale.
- Sottogenere Megaladapis;
  - Megaladapis grandidieri, vissuto nella parte centro-settentrionale dell'isola.
  - Megaladapis madagascariensis, vissuto nelle parti settentrionale e sud-occidentale dell'isola.

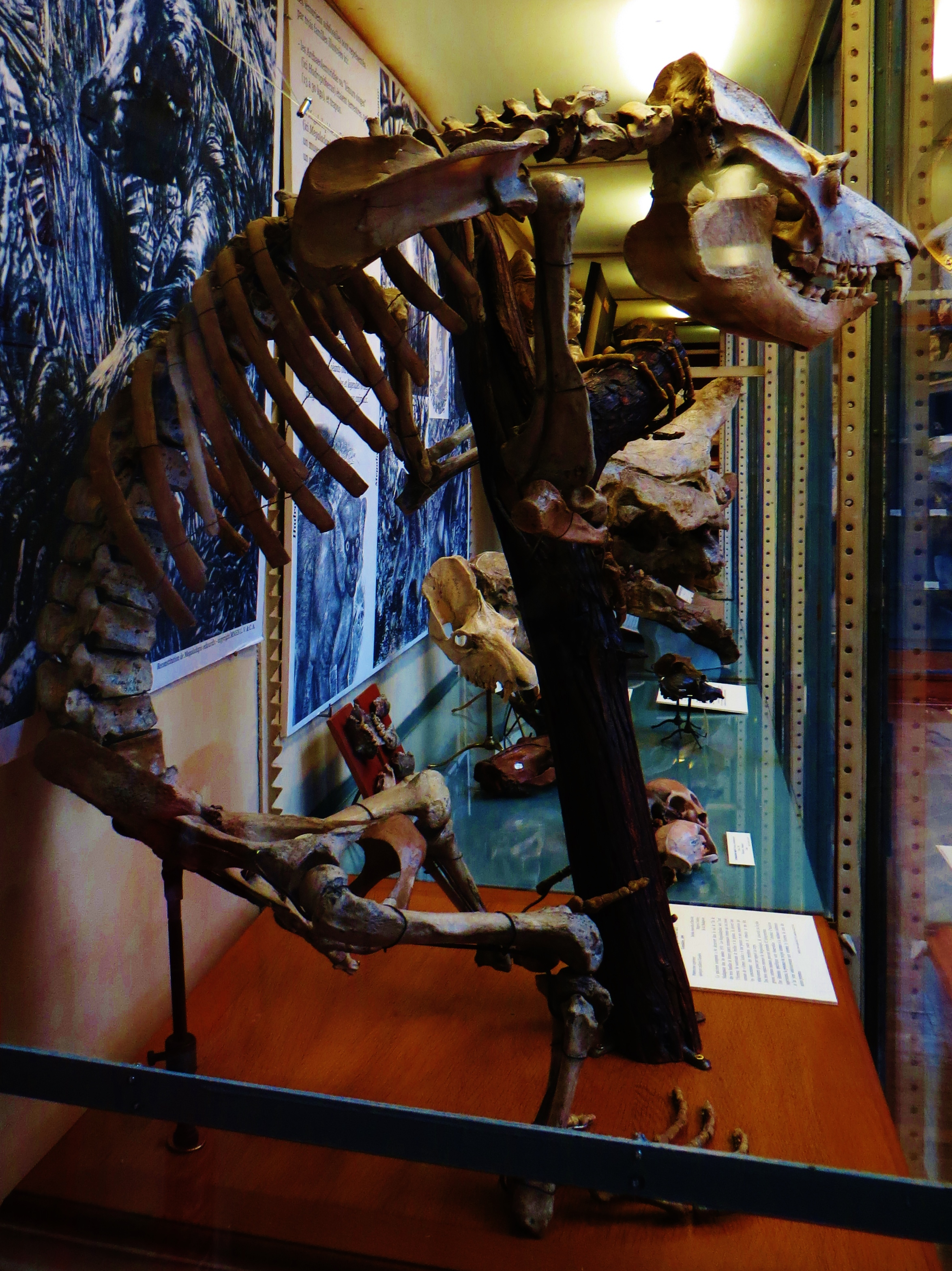
Scheletro di Megaladapis edwardsi

## IlMegaladapisnel folklore malgascio
Si è sempre pensato che le leggende malgasce sul tretretretre o tratratratra, un grosso lemure preistorico, siano basate su avvistamenti di Megaladapis; tuttavia, alcuni dettagli (primo fra tutti il volto umano che il tretretretre possederebbe, oltre che la sua andatura saltellante al suolo) coincidono molto meglio con le caratteristiche di Palaeopropithecus; i Megadalapis, piuttosto che un volto umano, possedevano un richiamo che somigliava a grida umane.
Nel XVII secolo, si hanno notizie di un grosso lemure ucciso nella foresta: potrebbe essersi trattato dell'ultimo di questi animali, dei quali una sparuta popolazione potrebbe essersi mantenuta per oltre due secoli nella foresta più impenetrabile.